# Летние Паралимпийские игры 2028
Летние Паралимпийские игры 2028 (официально — XVIII Паралимпийские летние игры) пройдут с 23 августа по 3 сентября 2028 года в Лос-Анджелесе (США). Соревнования пройдут на тех же площадках, которые перед этим предполагается использовать для летних Олимпийских игр 2028 года.

## Место проведения
Город, который примет Летние Олимпийские и Паралимпийские игры, был объявлен 13 сентября 2017 года в Лиме (Перу).
| Кандидаты    | Страна | 1-й раунд  |
| Лос-Анджелес | США    | Единодушно |